# Chōshi Electric Railway
La Chōshi Electric Railway (銚子電気鉄道?, Chōshi Denki Tetsudō) è una compagnia ferroviaria giapponese con sede nella città di Chōshi, nella prefettura di Chiba. È conosciuta anche come Chōden o CDK. La sede centrale si trova nella stazione di Nakanochō lungo la linea ferroviaria elettrica Chōshi.
Oltre all'attività ferroviaria, l'azienda è impegnata anche nella produzione e vendita di prodotti alimentari e nella vendita di merci. Le vendite non ferroviarie rappresentano l'80% del suo fatturato annuo. In particolare, nel settore alimentare l'azienda produce e vende taiyaki, nure-sembei, torte di riso fritte, tsukudani, ecc.

## Storia
La licenza per la costruzione di una ferrovia tra Chōshi, Capo Inubo e Togawa fu ottenuta dalla Sobu Railway nell'aprile del 1901 e una parte dei lavori fu avviata. Tuttavia, poiché i costi di costruzione erano enormi fu presa la decisione di annullare il progetto e i lavori di costruzione furono abbandonati a metà strada. Dalla fine dell'era Meiji (1868-1912), il numero di vacanzieri estivi e di turisti aumentò, e tra gli abitanti del luogo nacque la proposta di costruire una ferrovia privata, il 7 dicembre 1912 fu fondata la Ferrovia panoramica Chōshi (銚子遊覧鉄道?, Chōshi yūran tetsudō). Si trattava di una ferrovia leggera di tre miglia e mezzo che partiva dalla stazione di Chōshi e terminava a Inubo, fu anche concessa l'approvazione per stabilire stazioni in quattro luoghi lungo il percorso: Nakanochō, Kannon, Moto-Chōshi e Ashikajima. I lavori di costruzione iniziarono il 15 giugno 1913 e la linea fu aperta al traffico il 28 dicembre dello stesso anno, ma quando nel giugno 1914 scoppiò la Prima guerra mondiale in Europa, i prezzi del ferro salirono alle stelle e quelli delle rotaie divennero particolarmente elevati, per cui la linea fu venduta alla Tsukuba Railway.

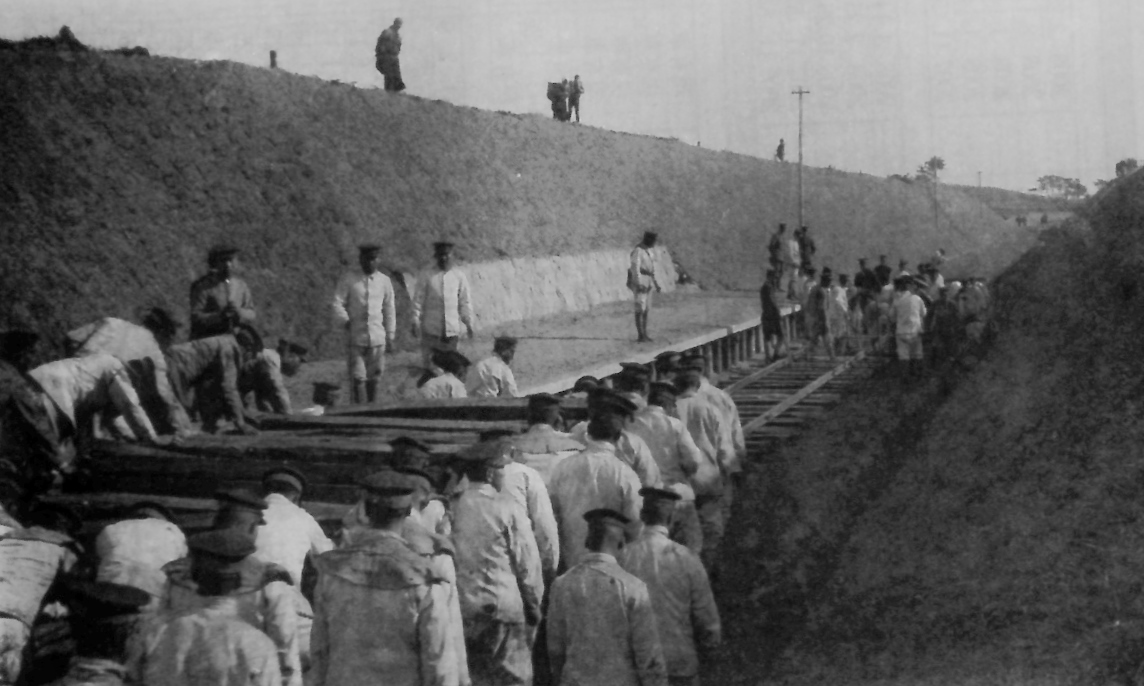
Lavori di costruzione della Ferrovia turistica Chōshi (stazione di Moto-Chōshi）
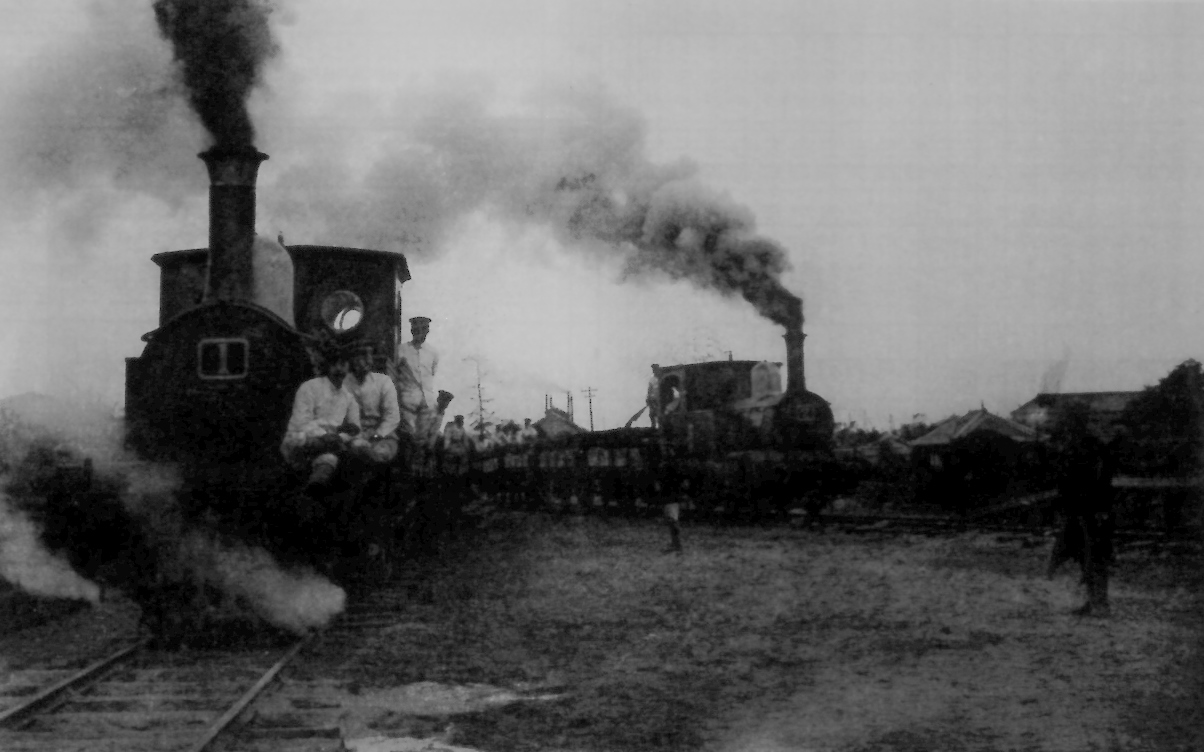
Locomotiva a vapore numero 1 e 2
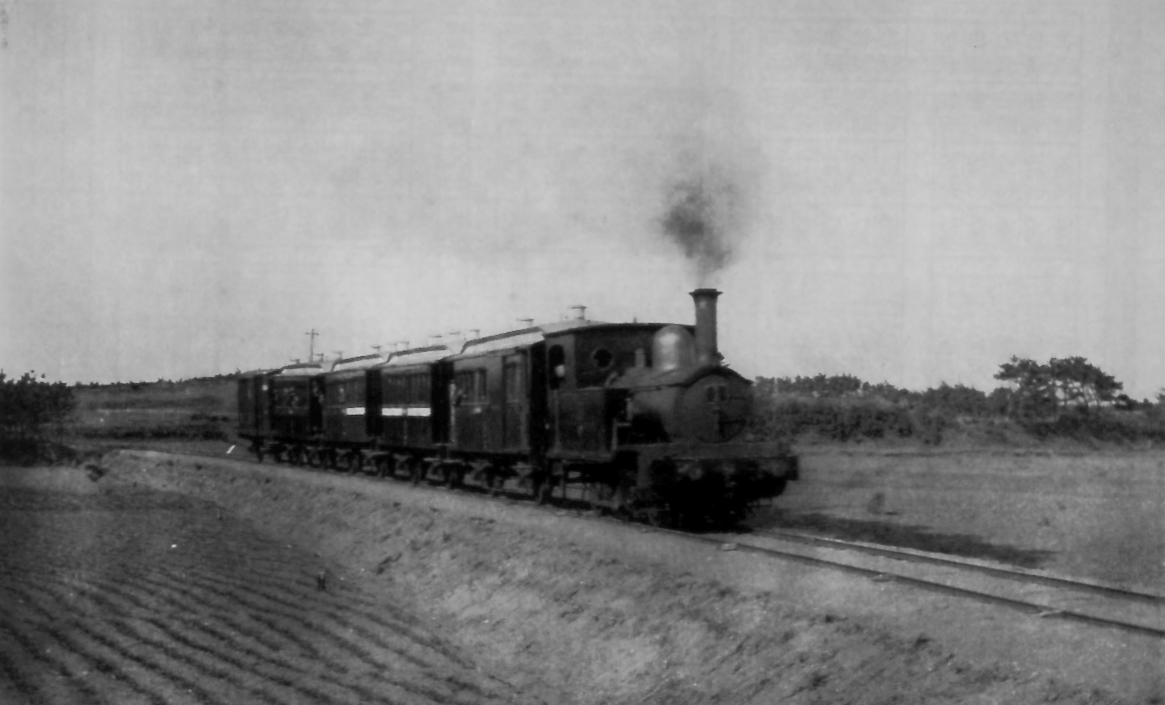
Un treno della Ferrovia turistica Chōshi tra le stazioni di Moto-Chōshi e Ashikajima trainato dalla locomotiva n.1

Nel 1923, fu fondata la Choshi Railway Company (銚子鉄道?, Chōshi Tetsudō). La linea ferroviaria aprì al traffico nel luglio dello stesso anno e fu estesa da Inubo a Tokawa. I servizi sulla linea furono sospesi dal 20 luglio 1945, a seguito dei danni causati dai raid aerei.
Il 20 agosto 1948, la compagnia fu ribattezzata Chōshi Electric Railway.

## Linee ferroviarie
- Linea ferroviaria elettrica Chōshi (銚子電気鉄道線?):	Chōshi - Tokawa	(6,4 km, 10 stazioni)

## Materiale rotabile
La compagnia gestisce vecchi treni Keiō acquistati dalla compagnia Iyotetsu. A marzo 2024 possiede sei treni elettrici (serie 2000 , 3000 e 22000) e una locomotiva elettrica (Deki 3).

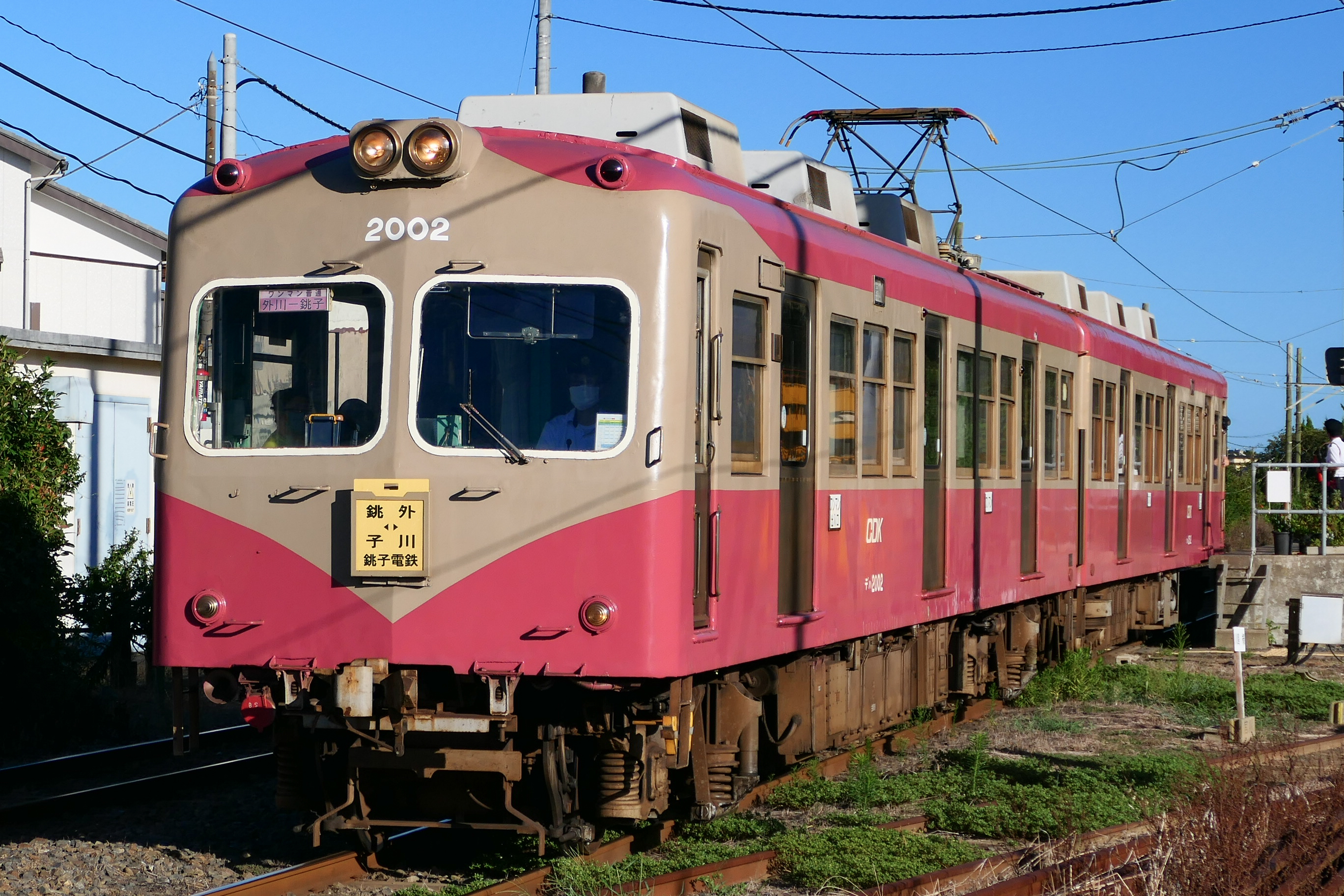
Serie 2000
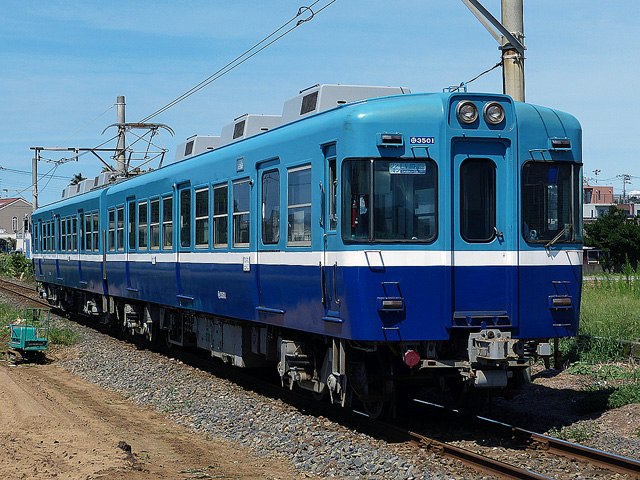
Serie 3000
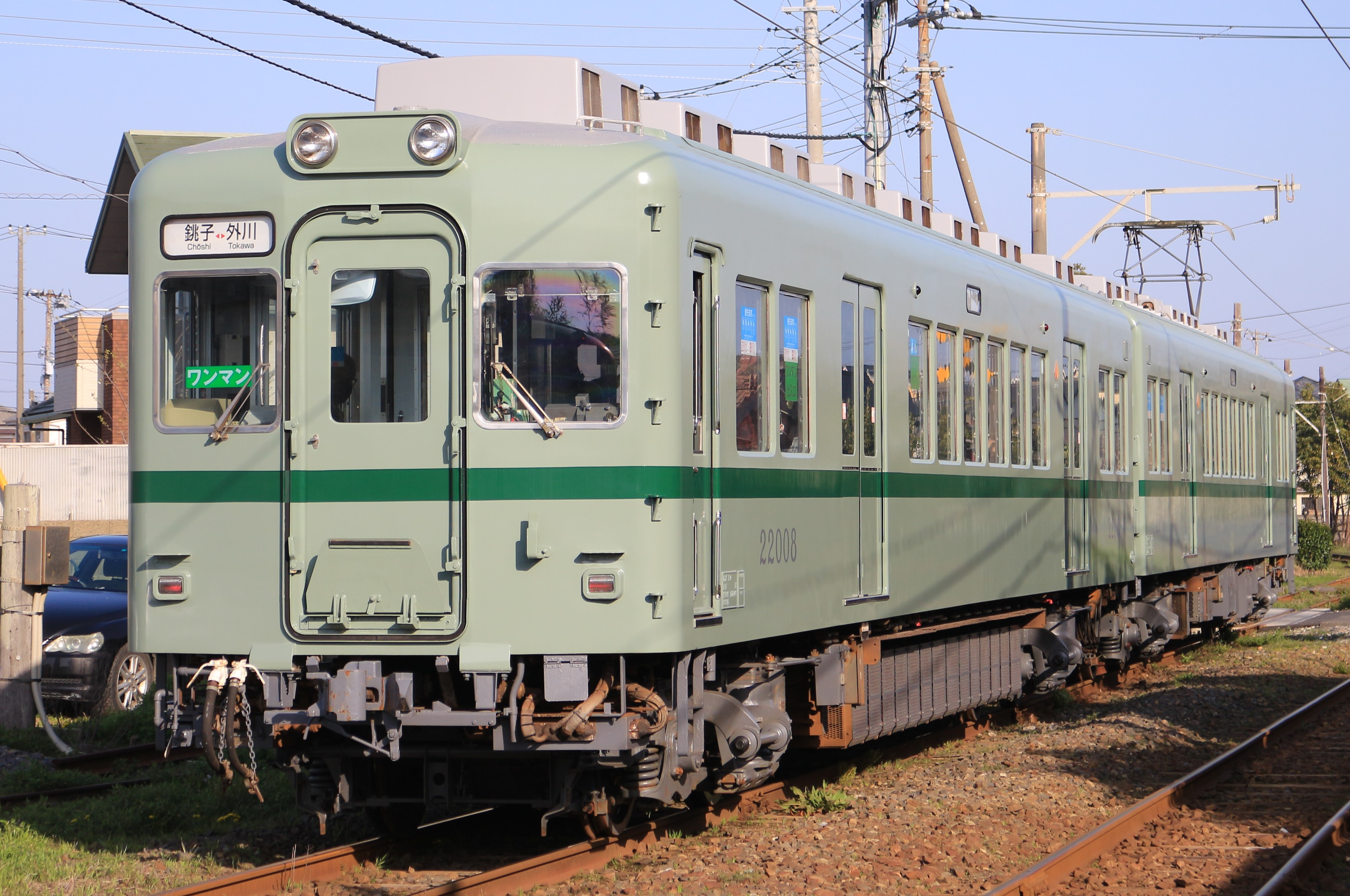
Serie 22000
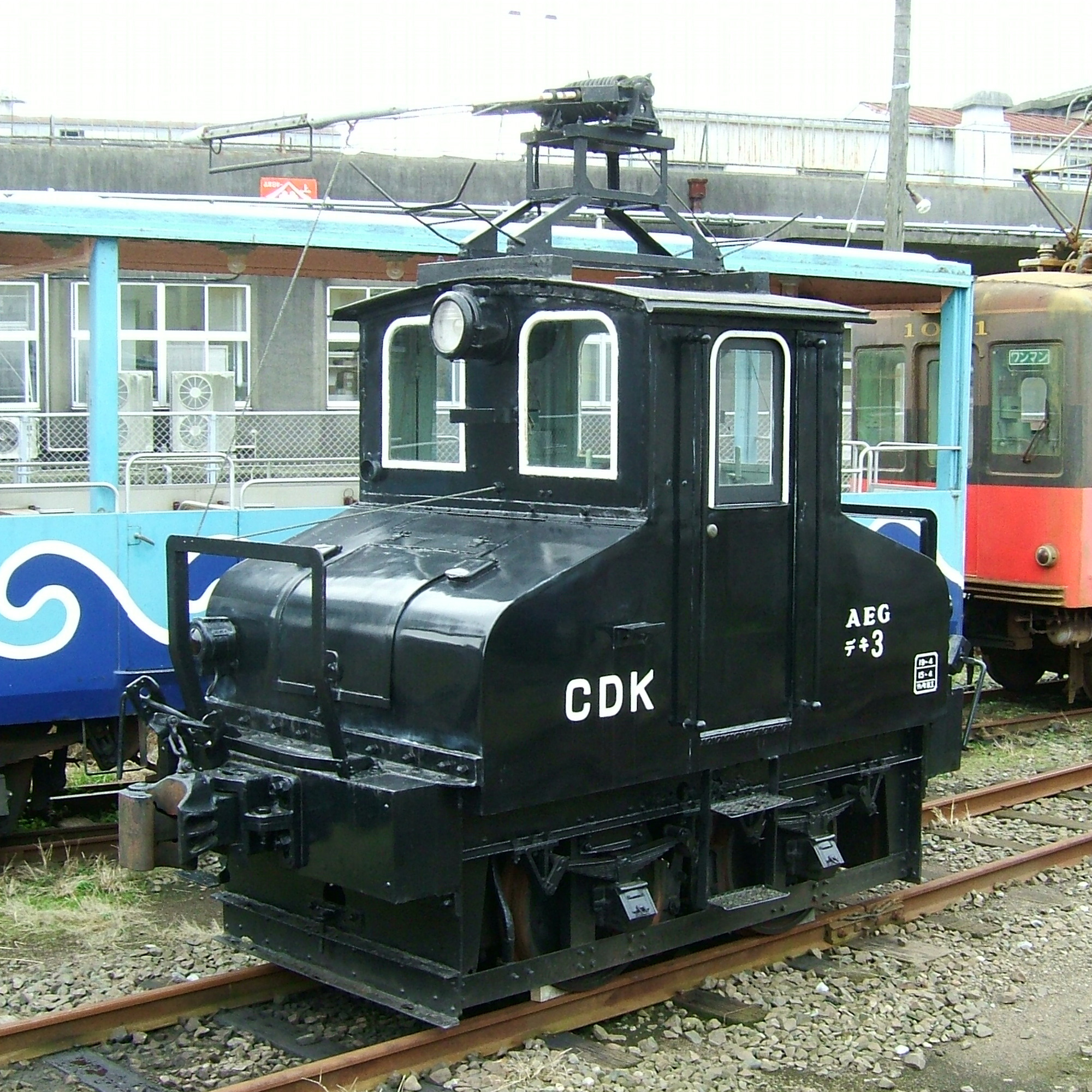
Deki 3